# Astral Disaster
Astral Disaster – album grupy Coil, wydany dwukrotnie w dwóch różnych wersjach.
Oryginalne wydanie było limitowane do 99 kopii na 12"-winylu, wydanych przez wytwórnię Prescription z numerem katalogowym Drug 8. Płyta była dostępna jedynie dla subskrybentów całej serii Drug, i była wydana w czarnej kopercie z naklejką sygnowaną przez Johna Balance'a i Petera Christophersona. Do albumu załączona była wkładka z informacją o wydaniu i spisem utworów, a także ręcznie namalowana grafika w osobnym plastikowym, zapinanym na zip-lock opakowaniu.
Późniejsza edycja albumu, wydana na nośnikach CD i 12" przez Threshold House jest zupełnie odmienna od oryginalnej. Wersja ta zawiera dodatkowo re-aranżację utworu The Mothership & The Fatherland zatytułowaną MÜ-ÜR. Wydanie na płytach gramofonowych było limitowane do 1000 kopii na szarym i 100 kopii na czerwonym winylu. Ta specjalna edycja zawierała książeczkę z tekstami, podpisaną przez Jhona Balance'a, Petera Christophersona i Thighpaulsandrę.

## Spis utworów

### Acme
Strona A:
1. The Sea Priestess – 14:11
2. Second Son Syndrome – 2:47
3. I Don't Want To Be The One – 2:45
4. The Avatars – 3:21

Strona B:
1. The Mothership And The Fatherland – 23:03

### Threshold House CD
1. The Avatars – 3:02
2. The Mothership & The Fatherland – 22:24
3. 2nd Sun Syndrome – 4:16
4. The Sea Priestess – 14:10
5. I Don't Want To Be The One – 4:47
6. MÜ-ÜR – 22:40

### Threshold House 12"
Strona A:
1. The Avatars
2. I Don't Wan't To Be The One
3. 2nd Sun Syndrome
4. The Sea Priestess

Strona B:
1. MÜ-ÜR